# Serjogino (Kaliningrad)
Serjogino (russisch Серёгино, deutsch Ludwigsfelde) ist ein Ort in der russischen Oblast Kaliningrad. Er gehört zur kommunalen Selbstverwaltungseinheit Stadtkreis Selenogradsk im Rajon Selenogradsk.

## Geographische Lage
Serjogino liegt 28 Kilometer westlich der Oblasthauptstadt Kaliningrad (Königsberg) und fünf Kilometer östlich der früheren Kreisstadt Primorsk (Fischhausen) an der Regionalstraße 27A-016 (ex A193), unmittelbar an der Grenze zwischen dem Rajon Selenogradsk und dem Stadtkreis Baltijsk. Die nächste Bahnstation ist der Ostanowotschny punkt „O.p. 29 km“ (Haltepunkt, bis 1945 Bahnhof Kasperhöfen) an der Bahnstrecke Kaliningrad–Baltijsk (Königsberg–Pillau), der früheren Ostpreußischen Südbahn.

## Geschichte
Der bis 1946 Ludwigsfelde  genannte Ort bestand eigentlich nur aus einem großen Hof. Im Jahre 1905 lebten in dem zu Fischhausen (heute russisch: Primorsk) gehörenden Wohnplatz lediglich 22 Einwohner. Bis zum 8. Juni 1860 hieß der Ort Abbau Freynhagen.
In Kriegsfolge kam Ludwigsfelde 1945 mit dem nördlichen Ostpreußen zur Sowjetunion. Der Ort erhielt im Jahr 1947 die russische Bezeichnung Serjogino und wurde gleichzeitig dem Dorfsowjet Logwinski selski Sowet im Rajon Primorsk zugeordnet. Später gelangte der Ort in den Powarowski selski Sowet. Von 2005 bis 2015 gehörte Serjogino zur Landgemeinde Pereslawskoje selskoje posselenije und seither zum Stadtkreis Selenogradsk.

## Kirche
In Ludwigsfelde lebte vor 1945 eine fast ausnahmslos evangelische Bevölkerung. Der Ort war Teil des Kirchspiels der Kirche in Fischhausen (heute russisch: Primorsk im Kirchenkreis Fischhausen in der Kirchenprovinz Ostpreußen) der Kirche der Altpreußischen Union. Heute liegt Serjogino im Einzugsgebiet der evangelisch-lutherischen Gemeinde in Swetly (Zimmerbude), einer Filialgemeinde der Auferstehungskirche in Kaliningrad (Königsberg) in der Propstei Kaliningrad der Evangelisch-lutherischen Kirche Europäisches Russland.